# Кам'янка (Горлівський район)
Ка́м'янка — селище Вуглегірської міської громади Горлівського району Донецької області, Україна.

## Герб
На гербі присутні схрещені відбійні молотки та залізниця. Чорним трикутником зображають руду на мапах, а тут це Михайлівський рудопрояв, приурочений до склепінної частини Ольховатської антикліналі поблизу її північно-західного периклінального замикання. Червона квітка в облямівці на чотири пелюстки зображає узори з писанок.

## Новітня історія
21 липня 2014 року увечері біля селища на український блокпост заїхав мікроавтобус, який був начинений вибухівкою, та підірвався. Від вибуху загинуло 5 військових — Олександр Загородній, старший сержант Ігор Волошин, старший сержант Юрій Кривсун, старший сержант Костянтин Буша, солдат Олександр Калаянов.
17 лютого 2015-го у часі боїв за Дебальцеве під час артилерійського обстрілу біля села Кам'янка загинули вояки 30-ї бригади Олександр Красноголовець та Петро Шептицький.

## Населення
За даними перепису 2001 року населення селища становило 742 особи, із них 16,71 % зазначили рідною мову українську, 83,29 % — російську.